# Jüdischer Friedhof (Sohren)

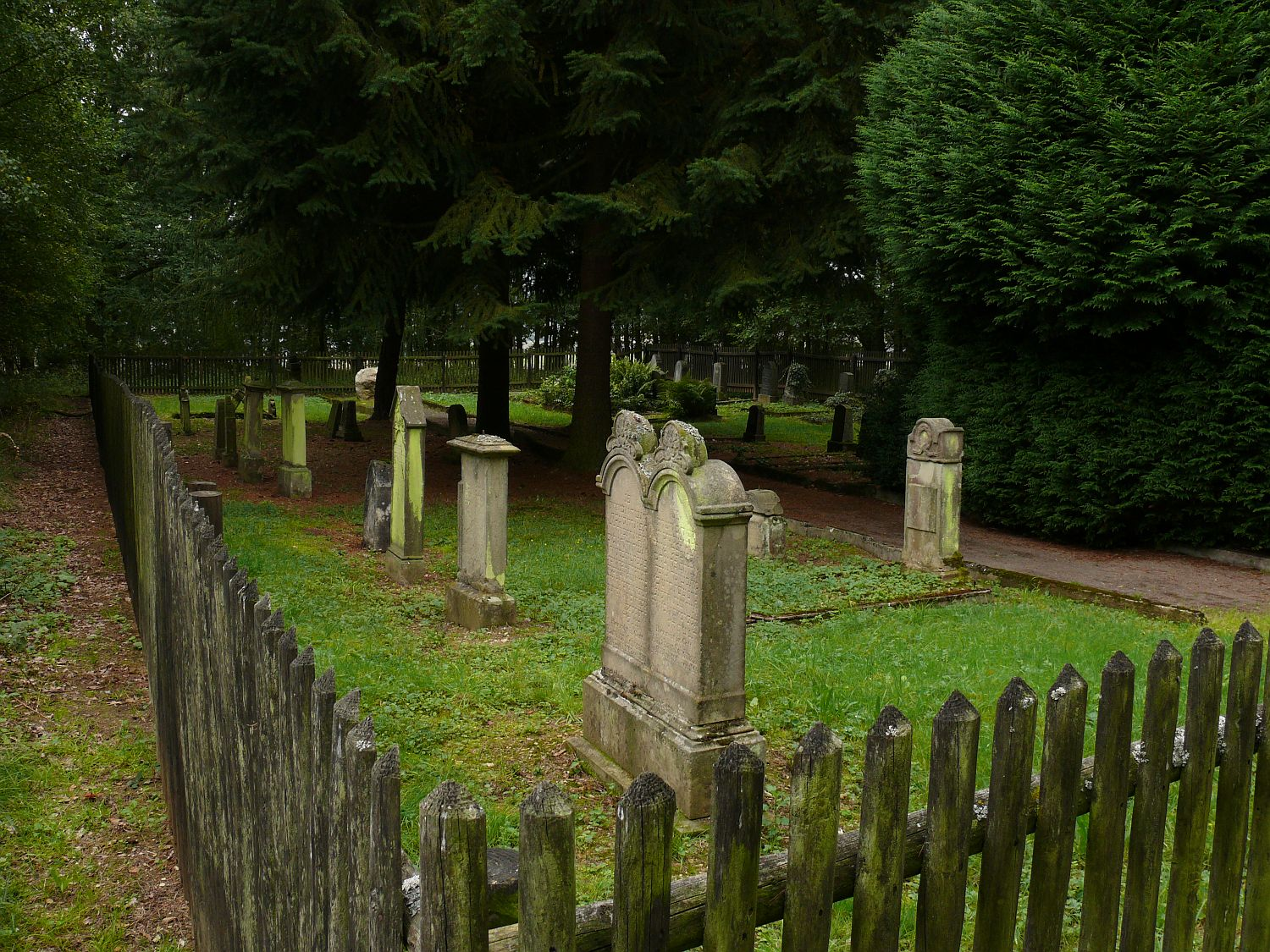
Jüdischer Friedhof in Sohren

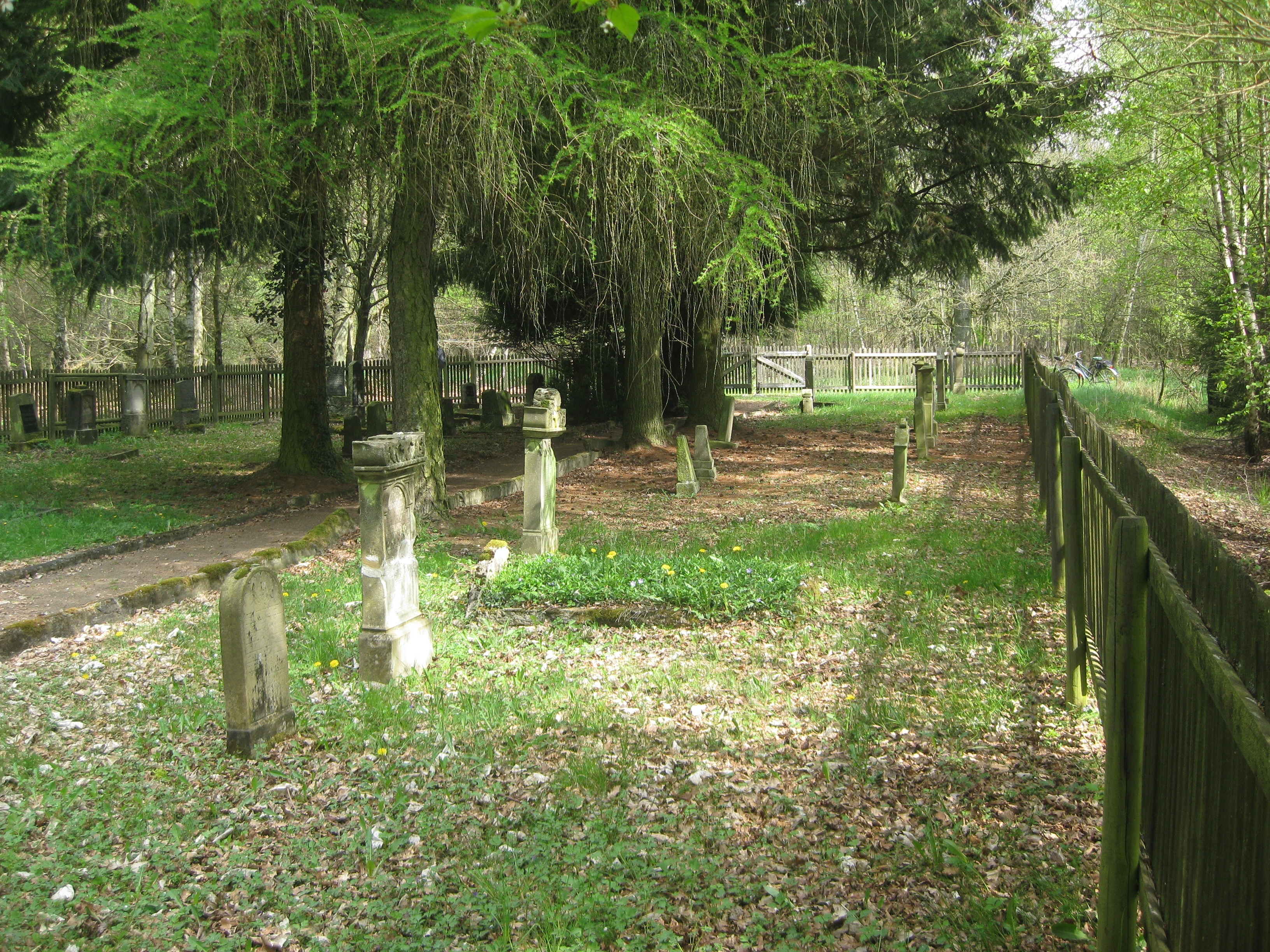
Grabsteine

Der Jüdische Friedhof Sohren ist die Begräbnisstätte der Juden in Sohren, einer Gemeinde im Rhein-Hunsrück-Kreis in Rheinland-Pfalz. Der jüdische Friedhof ist ein geschütztes Kulturdenkmal, er befindet sich nordöstlich des Ortes in einem Waldstück nördlich der Bundesstraße 50.

## Geschichte
Die jüdische Gemeinde in Sohren errichtete vor 1850 einen eigenen Friedhof. Er hat eine Fläche von 29,47 Ar und heute sind noch 49 Grabsteine vorhanden. Der älteste ist von 1864 und die letzten Beerdigungen fanden 1952 und 1965 statt. Im Jahr 1978 wurde der Friedhof von der Jüdischen Gemeinde Koblenz entwidmet. Er wurde 1992 unter Denkmalschutz gestellt.